# Rugby a 15 in Cecoslovacchia
Il rugby a 15 fu presente in Cecoslovacchia fin dalla metà degli anni venti del XX secolo, ivi proveniente dalla Francia; il primo incontro ufficiale di una nazionale cecoslovacca è del 1927 e si tenne a Bratislava contro la Romania.
Nel 1929 fu istituito il primo campionato del Paese e nel 1984 iniziò l'attività femminile.
Dal 1993 le vicende del rugby ceco e di quello slovacco hanno preso percorsi diversi dopo la separazione del Paese in due Stati sovrani.

## Storia

Il logo della Federazione cecoslovacca e, fino al 2011, della Federazione ceca

Il pioniere del rugby in Cecoslovacchia fu Ondřej Sekora, un giornalista e illustratore che apprese di tale disciplina durante i suoi studi in Francia.
Tornato nel suo Paese nel 1926 con un pallone da rugby e il manuale delle regole del gioco, il 9 maggio di quell’anno organizzò a Brno un incontro tra due squadre cittadine, il Moravská Slávie e lo Žižka, terminato 31-17 per i primi.
Meno di un mese dopo, il 2 giugno, ancora a Brno, fu organizzato un incontro tra una locale squadra e un club viennese, terminato 12-12.
Nel 1927 il rugby arrivò a Praga, e la Cecoslovacchia disputò il suo primo incontro internazionale a Bratislava contro la Romania; nel 1928 nacque la Československého svazu rugby-footballu, che all'epoca vantava 160 giocatori, e nella stagione successiva prese il via il campionato.

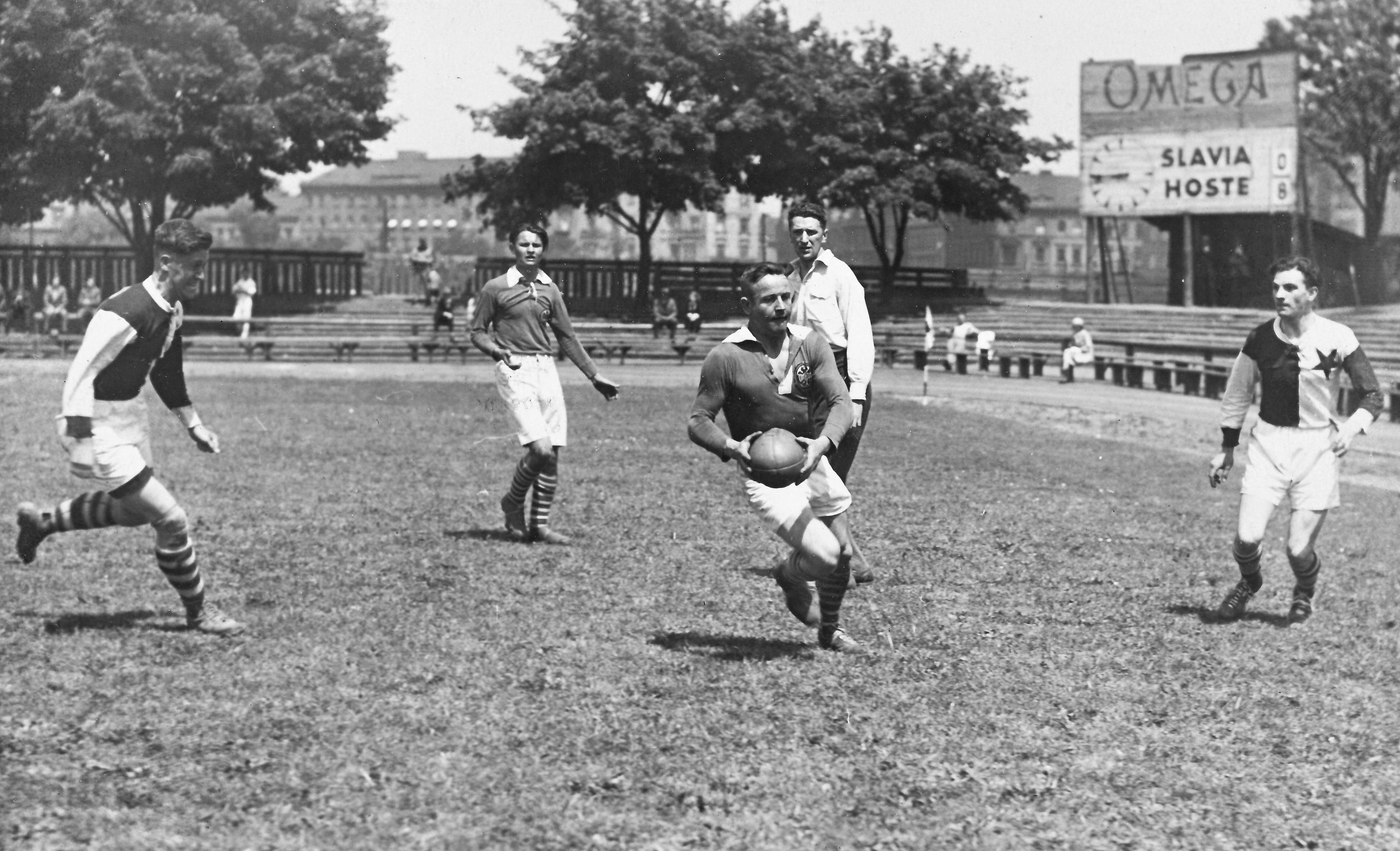
Incontro a Praga tra il Borussia di Berlino e lo, 1930

Si moltiplicarono gli incontri con club provenienti dall’Europa continentale e, nel 1934, la Federazione cecoslovacca fu di fianco a Italia, Francia, Germania ed altre nella stipula dell’atto di formazione della FIRA (Fédération Internationale de Rugby Amateur), che istituì nel 1936 il primo Campionato europeo di rugby; a tale data, tuttavia, l'attività nel Paese era già interrotta da un anno, per riprendere solo nel secondo dopoguerra.
Nel 1944 furono rinvenuti allo stadio Strahov di Praga alcuni palloni da rugby, cosa che permise ad alcuni liceali di riprendere gli allenamenti; l’attività riprese a pieno regime con la nascita di diversi club per tutto il Paese, e nel 1947 ripartì anche il campionato.
Nel 1950 si formò la prima Lega che organizzò il campionato, mentre fu ufficializzata anche l'attività giovanile; l'ingresso ufficiale della Cecoslovacchia nella Coppa Europa avvenne nel 1965 e l'esordio in tale manifestazione fu contro la Germania Ovest.
Nel campionato europeo del 1967-68 e in quello successivo la Nazionale cecoslovacca riuscì ad andare due volte sul podio come terza assoluta.
Nel 1984 fu avviata l'attività femminile nel Paese su iniziativa di 44 donne che avevano intrapreso la pratica di tale disciplina; nel 1989 la Cecoslovacchia partecipò per la prima e ultima volta alle qualificazioni mondiali, quelle del 1991: il suo primo incontro fu contro un'altra esordiente nella manifestazione, la Jugoslavia (per la quale sarebbe stato il suo unico test match di qualificazione).
Nel 1992 si tenne l'ultimo campionato cecoslovacco e il 15 novembre di quell'anno la Nazionale disputò il suo ultimo incontro, valido per la Coppa FIRA 1992-94 contro i Paesi Bassi; fu la Repubblica Ceca a portare a termine la competizione.
La neoistituita federazione ceca, nel 1993, fu la continuatrice del titolo sportivo della Cecoslovacchia, mentre invece una strada autonoma prese la Federazione slovacca, sorta ex novo.